# Schwarzer Block

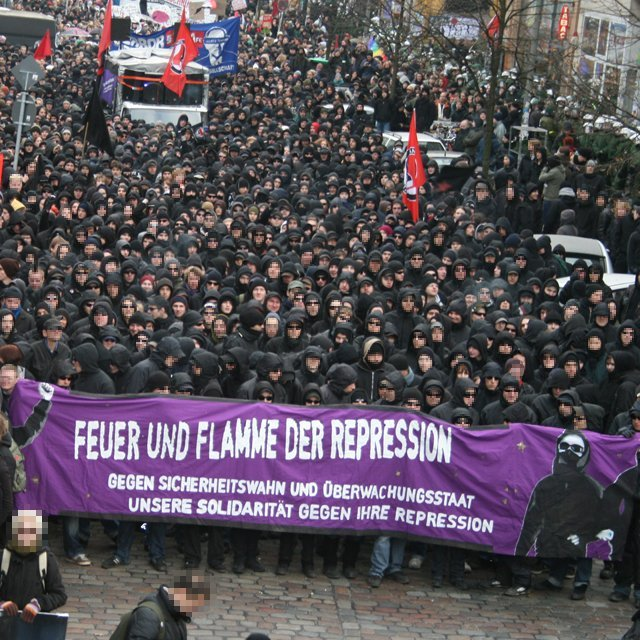
Schwarzer Block bei einer Demonstration in Hamburg, 2007

Der Schwarze Block (auch Black Block bzw. Black Bloc) ist eine Demonstrationstaktik von Gruppierungen, die nach außen hin aufgrund von Verhalten und meist schwarzer Kleidung und Vermummung homogen wirken. Durch die einheitliche Kleidung soll laut bayerischem Verfassungsschutz die Zuordnung von Gewalttaten zu Einzelpersonen erschwert werden, die Täter wollen sich dadurch der Strafverfolgung entziehen. Nach anderen Quellen soll die einheitliche Kleidung die Identifikation durch politische Gegner oder Arbeitgeber behindern. Dem bayrischen Verfassungsschutz zufolge zeichnen sich die Teilnehmer eines schwarzen Blocks durch Gewaltbereitschaft aus. Er ist jedoch keine feste Organisation und setzt sich meist aus Gruppen und Einzelpersonen des linken, autonomen und linksextremen Spektrums zusammen. Dieselbe Taktik wird auch von rechtsextremen Gruppen – den Autonomen Nationalisten – angewendet.

## Begriffsgeschichte
Der Begriff geht auf Ermittlungen der Bundesanwaltschaft zu dem Straftatbestand des § 129a StGB gegen mehr als 50 Personen aus Frankfurt am Main wegen „Mitgliedschaft in der terroristischen Vereinigung Schwarzer Block“ im Jahre 1981 zurück. Er wurde von den Autonomen aufgegriffen und wird seitdem verstärkt in den Medien verwendet. Viele der Autonomen verwenden diesen Begriff aber vor allem selbstironisch, da sie seinen Gebrauch selbst für diffamierend halten.

## Kennzeichen

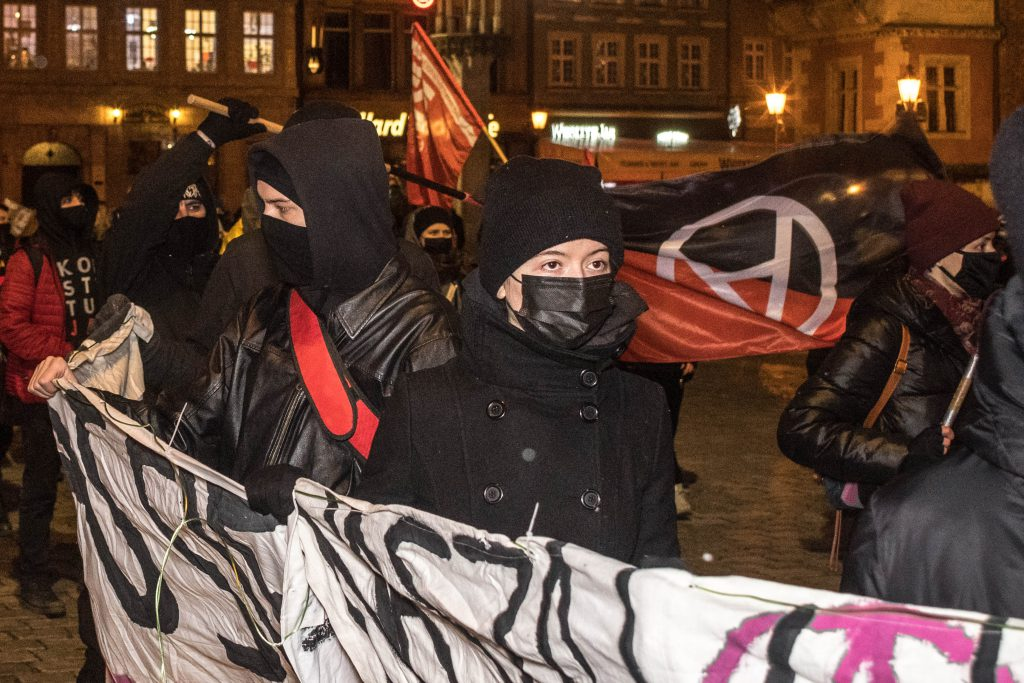
Schwarzer Block in Wrocław, 2021

Kennzeichen von Schwarzen Blöcken auf Demonstrationen ist neben der Kleidung ein entschlossenes bis aggressives Auftreten. Zuweilen gingen Personen aus dem schwarzen Block offensiv gewalttätig gegen Polizei und politische Gegner vor, errichteten Barrikaden, warfen Farbbeutel und beschädigten Geschäfte. Darüber hinaus haben Teilnehmer des Schwarzen Blocks auch Brandstiftungen an Fahrzeugen und Gebäuden verübt.
Die einheitliche schwarze Bekleidung und Gesichtsbedeckungen wie Kapuzen, Mützen, Sonnenbrillen und Tücher – bisweilen auch Motorradhelme, Gasmasken und Sturmhauben – sollen die Demonstranten insbesondere vor der Erkennung durch Polizei, Staatsschutz oder politische Gegner des jeweils anderen politischen Spektrums schützen. In Deutschland kann dies jedoch seit Einführung des Vermummungsverbots 1985 einen Verstoß gegen das Versammlungsgesetz darstellen. Der Wissenschaftliche Dienst des Bundestages vertrat 2018 im Sachstandsbericht „Das versammlungsrechtliche Vermummungsverbot“ jedoch die Sichtweise, dass eine Vermummung ausschließlich mit dem Ziel, von Dritten nicht erkannt zu werden, zulässig sei. „Daher verstößt nicht gegen das Verbot, wer sich vermummt, um von Dritten nicht erkannt zu werden. Ein solcher Fall liegt etwa dann vor, wenn sich ein Teilnehmer vor gewaltbereiten politischen Gegnern schützen will, insbesondere wenn diese Versammlungsteilnehmer fotografieren.“ Auf Basis dieser juristischen Einschätzung wurde im August 2019 vor dem Amtsgericht Germersheim ein Demonstrant vom Vorwurf der Vermummung freigesprochen.

## Geschichte in Deutschland
Der Begriff Schwarzer Block entstand mit dem Aufkommen der Neuen sozialen Bewegungen in den späten 1970er Jahren, als zunehmend Autonome auf Demonstrationen dieser Bewegungen wie der Anti-Atomkraft-Bewegung und der Friedensbewegung auftauchten. Für den 1. Mai 1980 in Frankfurt gab es den ersten Aufruf zum Schwarzen Block. Damals war das Auftreten der Autonomen allerdings keineswegs so homogen schwarz wie zur Hochphase des Schwarzen Blocks: Anfang der 1990er Jahre marschierten in Göttingen auf von der Antifa organisierten Demonstrationen bis zu 2000 Menschen im schwarzen Block. Anfang der 1990er Jahre führte die „Autonome Antifa (M)“ Demonstrationen mit dem vermummten „Schwarzen Block“ gewaltfrei mit überparteiischen Bündnissen durch.
Bei vielen Aktionen kam es jedoch auch oft zu regelrechten Schlachten mit der Polizei, zum Beispiel im Rahmen der Hausbesetzerbewegung in den 1980er und 1990er Jahren, der Bewegung gegen die Startbahn West am Frankfurter Flughafen Anfang der 1980er Jahre, der Anti-AKW-Bewegung in Brokdorf, Wackersdorf und Gorleben in den 1980ern, beim sogenannten Berliner Revolutionären Ersten Mai ab 1987, einer Alternativveranstaltung der linksradikalen Szene zu den traditionellen Erster-Mai-Kundgebungen der Gewerkschaften, dem IWF-Kongress in Berlin, der Besetzung der Häuser in der Hafenstraße in Hamburg in den 1980er Jahren.
Seit den späten 2000ern treten linke und autonome Demonstranten auch gelegentlich mit der Out-of-Control-Taktik auf, da Wanderkessel und präventive Überwachungsmaßnahmen der Polizei so besser umgangen werden können als mit einem geschlossenen Block.
Seit den 1990er Jahren kopieren vermehrt Autonome Nationalisten diese Taktik.
Wie bereits bei den Schwarzen Scharen wird die Uniformität im Schwarzen Block wird von einigen linksradikalen Gruppen kritisch gesehen, da dadurch ein abschreckendes und militantes Bild der Demonstrationen entstehen würde.

## Österreich

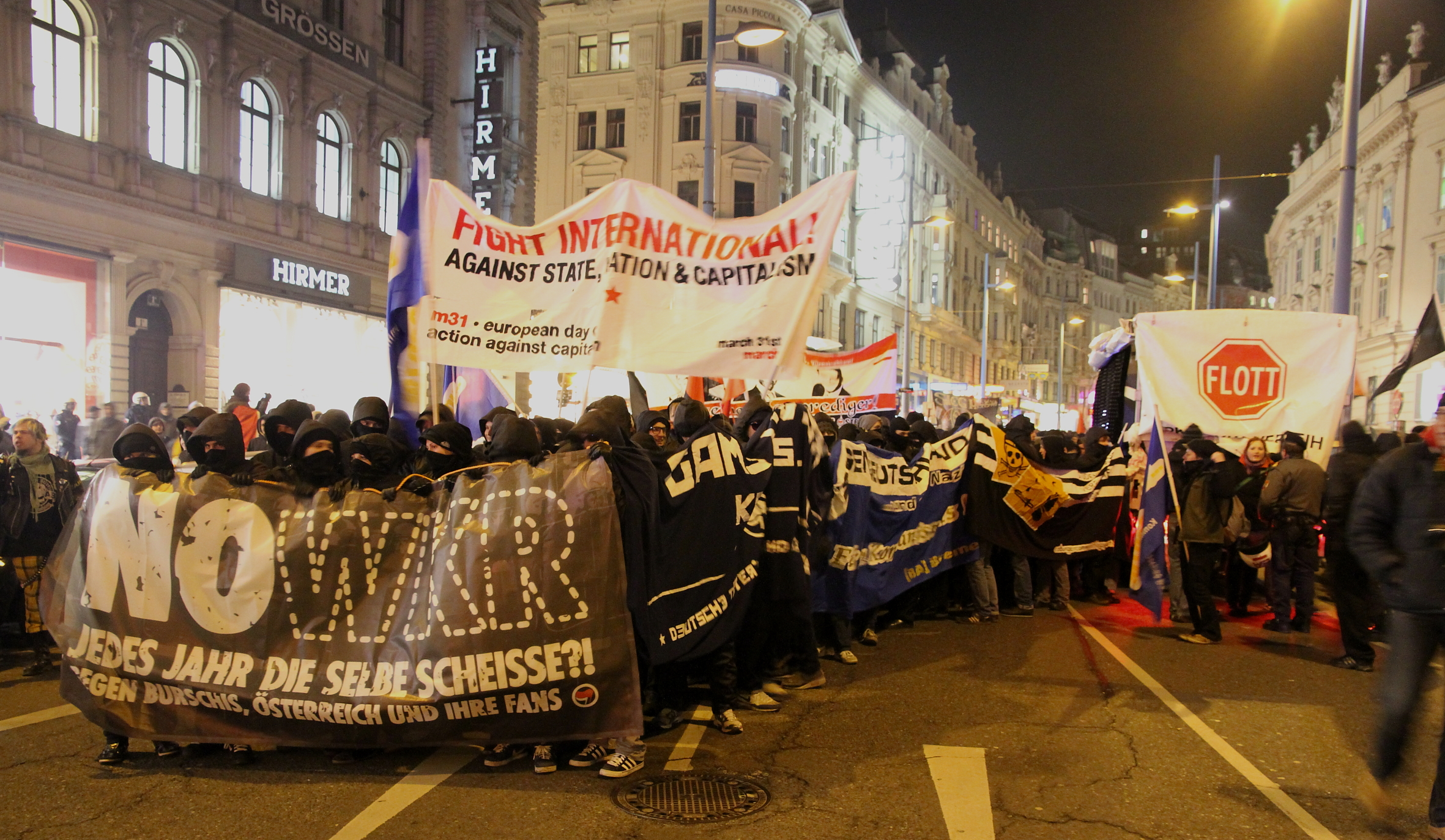
Schwarzer Block auf der NOWKR-Demo 2012 in Wien

Bei den Demonstrationen gegen den Wiener Akademikerball marschierte ab dem Jahr 2012 auch ein Schwarzer Block mit, der besonders 2014 für schwere Ausschreitungen sorgte. Es kam zu Sachbeschädigungen und die Polizei war mehrmals gezwungen einzugreifen. Polizisten und Demonstranten wurden dabei verletzt. Am Stephansplatz eskalierte die Situation, es kam zu schweren Sachbeschädigungen, so wurden am Graben einige Schaufensterscheiben eingeschlagen, eine Bankfiliale attackiert und eine Polizeikohorte in die Flucht getrieben. Am Hof überrannten die Demonstranten eine schwach besetzte Polizeisperre, rissen Pflastersteine aus dem Boden und bewarfen die dortige Polizeistation. Ein Funkwagen des ORF Wien und mehrere Einsatzfahrzeuge der Wiener Polizei wurden unter anderem mit demolierten Verkehrszeichen und Betonsteinen zerstört. Es kam zu mehreren Festnahmen. Der Sachschaden wurde am Tag nach dem Protest mit über einer Million Euro beziffert, von der Staatsanwaltschaft ein halbes Jahr später mit einer halben Million. Der Polizeieinsatz zur Sicherung des Balles soll ebenfalls eine Million Euro gekostet haben.

## Schweiz
Seit ca. 2000 ist der Schwarze Block in der Schweiz fassbar. 2011 wurden die Demonstranten der 1.-Mai-Nachdemo in Zürich zusammen mit Mitläufern das erste Mal eingekesselt. Eine Einkesselung gelingt je nach gewählter Taktik beider Seiten nicht immer.

## Italien

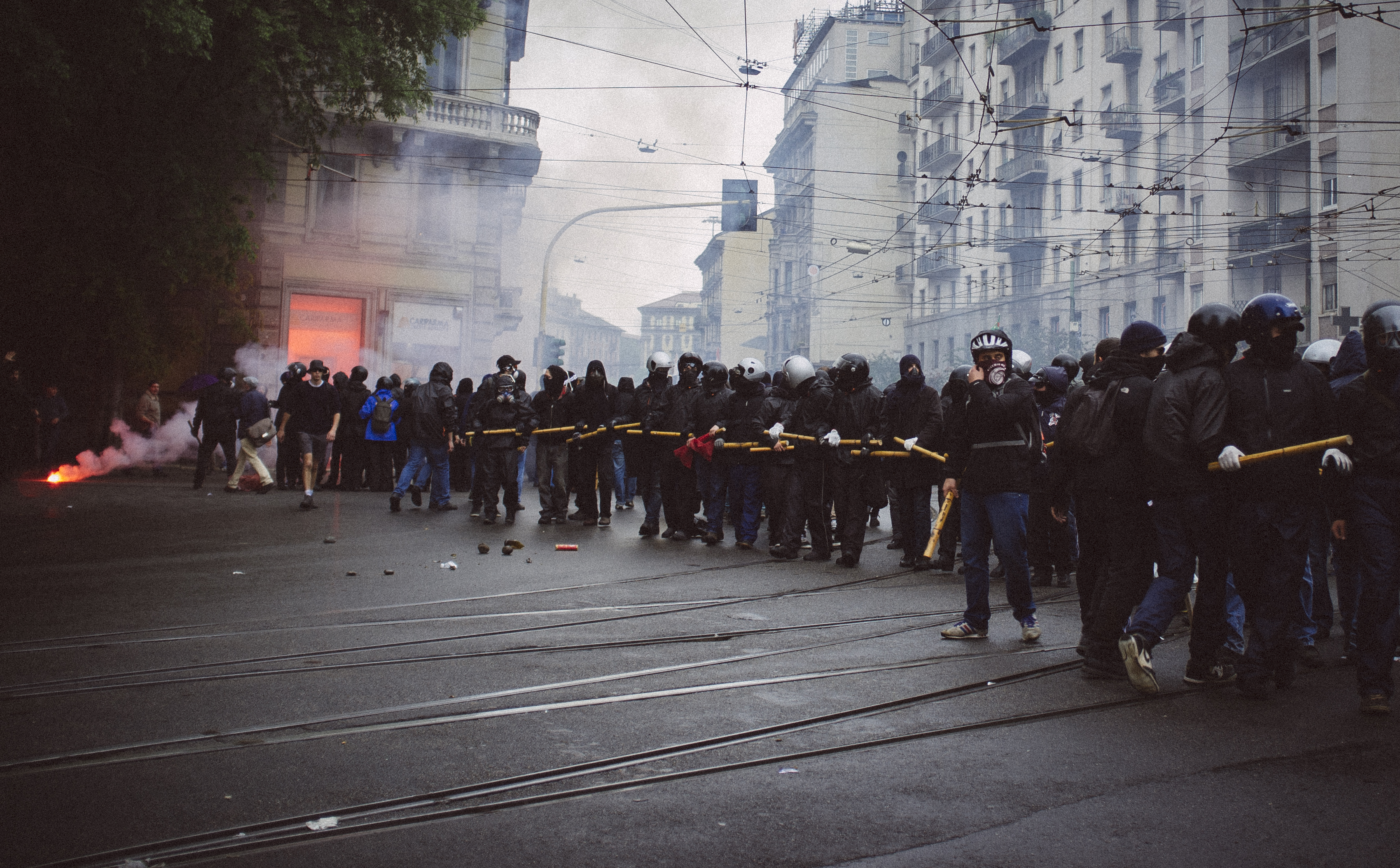
Schwarzer Block bei Protesten gegen die Expo 2015 in Mailand

Viel Zerstörung hatte ein schwarzer Block beim G8-Gipfel in Genua 2001 angerichtet. Bei der Aufarbeitung dieser Ereignisse wurde wiederholt der Verdacht geäußert, die Polizei habe verkleidete Beamte in den Schwarzen Block als Provokateure eingeschleust. Verschiedene Augenzeugen hatten behauptet, die Polizei sei mit großer Härte gegen friedliche Demonstranten vorgegangen, habe sich aber gegenüber dem Schwarzen Block in auffälliger Weise zurückgehalten.

## Frankreich
In Frankreich tritt der Schwarze Block vereinzelt seit 2009 auf, insbesondere aber anlässlich des 1. Mai 2018 in Paris und dann verstärkt bei den wöchentlichen Samstagsdemonstrationen der Gelbwestenbewegung ab November 2019; während sich die Anzahl der anfangs friedlichen Demonstranten nach teilweisen Einlenken der Regierung von Präsidenten Macron auf die ursprünglichen Forderungen der Demonstranten stetig verminderte, radikalisierte sich ein Teil der Bewegung und wurde vom Schwarzen Block unterwandert – die Medienberichterstattung der Demonstrationen war fortan von den Ausschreitungen und Straßenkämpfen mit der Polizei dominiert.

## Vereinigte Staaten

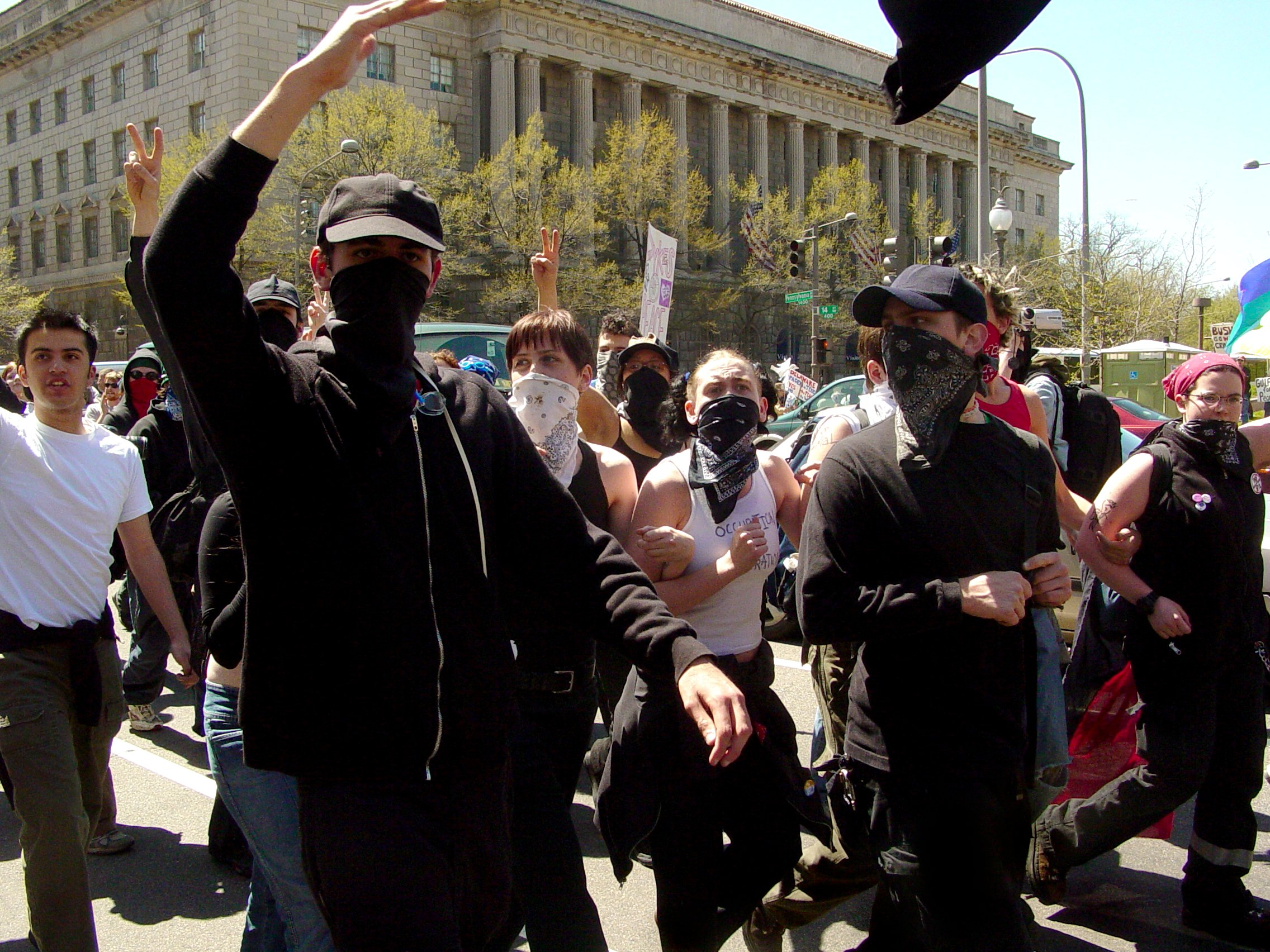
Antikriegsdemonstration in Washington, D.C., 2003

In den Vereinigten Staaten von Amerika wurde der schwarze Block wahrscheinlich erstmals 1991 von der anarchistischen Organisation Love & Rage als Protestform gewählt. 1992 formierte sich anlässlich des Columbus Day erneut ein schwarzer Block. Stärker medial rezipiert wurde erst der am 30. November 1999 zu den globalisierungskritischen Protesten in Seattle von etwa 200 Personen formierte Block. Aus der anonymen Gruppe heraus wurden Graffiti gesprüht und Schaufensterscheiben eingeworfen, was der seit den 1920er Jahren marginalisierten militanten anarchistischen Bewegung Kritik seitens anarchopazifistischer Gruppen, aber der anarchistischen Bewegung insgesamt große Aufmerksamkeit und verstärkten Zulauf einbrachte. Die Debatten in der Folge drehten sich ähnlich der seit den 1980er Jahren im deutschsprachigen Raum geführten um Sinn und Nutzen der Aktion, Schaden im Ansehen für die Bewegung und Vielfalt von Taktiken oder scharfe Abgrenzung von militarisiertem Auftreten und öffentlich nicht vermittelbaren Handlungen.

## Ägypten
In Ägypten hat sich im Zuge der Proteste gegen die Politik von Präsident Mohammed Mursi eine gewaltbereite Gruppierung entwickelt, die sich Schwarzer Block nennt. Diese trat erstmals am 24. Januar 2013 auf dem Tahrir-Platz in Kairo in Erscheinung. Der ägyptische „Schwarze Block“ verstand sich als Gegenwehr zu den Schlägertrupps der Muslimbrüder, die am 4. Dezember 2012 vor dem Präsidentenpalast zahlreiche Mitglieder der Opposition festgenommen und traktiert hatten.

## Musikalische Rezeption
- Frau Doktor: Schwarzer Block Girls (2002), gleichnamiges Cover von GUZ (2003)[38]
- Brigada Flores Magon: Black Bloc Revenge (2007)
- Neonschwarz: Neonschwarzer Block (2014)[39][40]
- Swiss: Schwarzer Block (2021)[41]